# Wissenschaftlicher Lebensmittelausschuss
Der Wissenschaftliche Lebensmittelausschuss (engl. Scientific Committee on Food – SCF) wurde 1974 von der Europäischen Gemeinschaft (EG) eingerichtet und ist heute eine Einrichtung der EU. Er berät die Europäische Kommission in Bezug auf den Schutz der Gesundheit sowie die Sicherheit von Personen bei allen Problemen, die sich aus dem Verzehr von Lebensmitteln, insbesondere in Bezug auf Ernährung, Hygiene und toxikologische Fragen ergeben könnten.
Er ist damit einer von acht wissenschaftlichen Ausschüssen der EU und untersteht seit 1997 der Generaldirektion Gesundheit und Verbraucherschutz. Im Jahr 2003 übernahm die Europäische Behörde für Lebensmittelsicherheit (EFSA) in Parma die Aufgaben des SCF.